# Brazil International 2013
Die Brazil International 2013 (auch São Paulo International 2013 genannt) im Badminton fanden vom 2. bis zum 6. Oktober 2013 in São Paulo statt.

## Sieger und Platzierte
| Disziplin    | Gold                             | Silber                         | Bronze                           |
| ------------ | -------------------------------- | ------------------------------ | -------------------------------- |
| Herreneinzel | Yang Chih-hsun                   | Osleni Guerrero                | Sattawat Pongnairat              |
| Herreneinzel | Yang Chih-hsun                   | Osleni Guerrero                | Daniel Paiola                    |
| Dameneinzel  | Michelle Li                      | Lohaynny Vicente               | Jamie Subandhi                   |
| Dameneinzel  | Michelle Li                      | Lohaynny Vicente               | Charmaine Reid                   |
| Herrendoppel | Phillip Chew Sattawat Pongnairat | Hugo Arthuso Alex Tjong        | Osleni Guerrero Filipe Toledo    |
| Herrendoppel | Phillip Chew Sattawat Pongnairat | Hugo Arthuso Alex Tjong        | Giovanni Greco Rosario Maddaloni |
| Damendoppel  | Nicole Grether Charmaine Reid    | Thalita Correa Mariana Freitas | Paula Pereira Lohaynny Vicente   |
| Damendoppel  | Nicole Grether Charmaine Reid    | Thalita Correa Mariana Freitas | Daniela Macías Dánica Nishimura  |
| Mixed        | Phillip Chew Jamie Subandhi      | Yang Chih-hsun Michelle Li     | Daniel Paiola Paula Pereira      |
| Mixed        | Phillip Chew Jamie Subandhi      | Yang Chih-hsun Michelle Li     | Nathan Osborne Grace Gao         |